# Begonia wollnyi
Espèce
Synonymes
- Begonia acrensis Irmsch.[1]
- Begonia williamsii Rusby & Nash[1]

Begonia wollnyi est une espèce de plantes de la famille des Begoniaceae. Ce bégonia est originaire de Bolivie. L'espèce fait partie de la section Knesebeckia. Elle a été décrite en 1909 par Theodor Carl Julius Herzog (1880-1961). L'épithète spécifique wollnyi signifie « de Wollny ».

## Répartition géographique
Cette espèce est originaire du pays suivant : Bolivie.